# Sinali Latu
Pas d'image ? Cliquez ici

a Compétitions nationales et continentales officielles uniquement.

b Matchs officiels uniquement.
Dernière mise à jour le 10 septembre 2018.
Sinali-Tui Latu, né le 22 août 1965 à Ha'apai (Tonga), est un joueur japonais de rugby à XV d'origine tongienne, il jouait troisième ligne centre ou troisième ligne aile.  

## Biographie
Sinali-Tui Latu quitte son île natale du Tonga pour monnayer son talent au Japon. Il joue pour le club de Sanyo Wild Knights au Japon. À son époque, il peut évoluer pour deux pays et il est régulièrement sélectionné en équipe du Japon de rugby à XV. Il connaît sa première sélection en équipe du Japon de rugby à XV le 24 mai 1987 contre les États-Unis. Il connaît sa dernière sélection le 4 juin 1995 contre les All Blacks. 

## Palmarès
- Sélectionné en équipe du Japon de rugby à XV à 20 reprises
- 2 essais
- Nombre de sélections par année : 4 en 1987, 1 en 1989, 3 en 1990, 3 en 1991, 3 en 1993, 1 en 1994, 5 en 1995.
- Participation à la Coupe du monde de rugby : 1987 (2 matchs, 2 comme titulaire), 1991 (3 matchs, 3 comme titulaire), 1995 (3 matchs, 3 comme titulaire).
- Sélectionné en Équipe des Tonga de rugby à XV à 2 reprises
- Nombre de sélection par année : 2 en 1984